# Американська статистична асоціація
Америка́нська статисти́чна асоціа́ція (АСА) (англ. The American Statistical Association, ASA) — головна професійна організація для статистиків та суміжних фахівців у США. Вона була заснована в Бостоні 27 листопада 1839 року, і є другим найстарішим професійним товариством, що постійно діє, у США (старше лише Медичне товариство Массачусетса, засноване в 1781 р.). АСА обслуговує статистиків, вчених та користувачів, що працюють зі статистичними даними у багатьох академічних областях та там, де може бути застосована статистика. Асоціація щороку видає різноманітні журнали та спонсорує кілька міжнародних конференцій.

## Місія
Місія організації полягає у сприянні ефективному застосуванню статистичної науки, зокрема для:
- підтримки на високому рівні статистичної практики, досліджень, журналів та нарад
- роботи щодо вдосконалення статистичної освіти на всіх рівнях
- сприяння правильному застосуванню статистичних даних
- прогнозування та задоволення потреб членів організації
- використання статистики як наукової дисципліни для підвищення добробуту людини
- пошуку можливостей для просування професії статистика

## Членство
АСА налічує близько 18 000 членів, які працюють в уряді, наукових колах та приватному секторі. Члени асоціації залучені в різноманітну активну діяльність, зокрема в:
- дослідженнях у медичних сферах (СНІДу тощо)
- оцінці екологічного ризику
- розробці нових терапевтичних препаратів
- дослідженні космосу
- забезпеченні якості в промисловості
- вивченні соціальних проблем, таких як бездомні та бідні
- аналітичному досліджені поточних бізнес-проблем та в економічному прогнозувані
- встановленні стандартів статистики, що використовується на всіх рівнях управління
- сприянні та розвитку статистичної освіти для населення та професії,
- розширенні методів та використанні комп’ютерів та графіки для просування науки про статистику

## Стипендіати
АСА щороку надає нові стипендії. Це здійснює Комітет АСА для стипендіатів (ASA Committee on Fellows). Кандидати мають бути членами асоціації протягом попередніх трьох років, але їх може висувати будь-хто. Максимальна кількість одержувачів стипендії щороку становить третину від одного відсотка членів АСА.

## Організаційна структура
АСА як асоціація організована в секції, підрозділи та комітети. Підрозділи розташовані географічно, представляючи 78 районів США та Канади. Секції — це тематичні та галузеві групи інтересів, що охоплюють 22 субдисципліни. АСА має понад 60 комітетів, що координують зустрічі, публікації, освіту, кар'єру та теми, що стосуються статистики.

## Акредитований професійний статистик
Станом на квітень 2010 року, АСА пропонує статус Акредитованого професійного статистика (Accredited Professional Statistician) (PStat) членам, які відповідають вимогам АСА, зокрема, мають відповідний університетський рівень в статистиці чи суміжних дисциплінах, 5 років документованого досвіду роботи та докази професійної компетенції.
АСА також пропонує статус Дипломованого статистика (Graduate Statistician) (GStat) станом на квітень 2014 року.  Він служить як підготовча акредитація для аспірантів.

## Публікації
АСА видає кілька наукових журналів:
- Journal of the American Statistical Association[en] (JASA)
- The American Statistician[en] (TAS)
- Journal of Business & Economic Statistics[en] (JBES)
- Journal of Agricultural, Biological and Environmental Statistics[en] (JABES)
- Journal of Computational and Graphical Statistics[en] (JCGS)
- Technometrics[en] (TECH)

Інтернет-журнали:
- Journal of Statistics Education[en] (JSE)
- Journal of Statistical Software[en] (JSS)

Є співвласником:
- The Current Index to Statistics[en] (CIS)

Також видає щоквартальний журнал:
- Chance[en]

Має декілька історичних публікацій:
- Едвард Джарвіс, Вільям Бригам і Джон Вінгейт Торнтон, Меморіал Американської статистичної асоціації, молячись про прийняття заходів для виправлення помилок під час перепису, 1844
- Публікації Американської статистичної асоціації, 1888-1919 (т. 1-16) [12] та Квартальні публікації Американської статистичної асоціації, 1920-1921[13][14]

## Зустрічі
Зустрічі необхідні як платформа для вчених та практиків для обміну дослідженнями, можливостями працевлаштування та ідеями між собою. ASA проводить щорічну зустріч під назвою Спільні статистичні наради (Joint Statistical Meetings)(JSM), конференцію зі статистичних методологій та додатків, яка називається Весняна дослідницька конференція (Spring Research Conference) (SRC), Конференція з питань статистичної практики (Conference on Statistical Practice) (CSP), та є спонсором багатьох міжнародних зустрічей. та засідань груп за особливими інтересами.

## Дивитися також
- Американське математичне товариство
- Премія президентів COPSS
- Співробітники Американської статистичної асоціації
- Президент Американської статистичної асоціації
- Статистика без кордонів (SWB)